# Ralph Korte Stadium
O Ralph Korte Stadium é um estádio com capacidade para 3.000 pessoas, localizado em Peoria, Illinois. Ele tem uma pista de atletismo, e também é usado para o futebol. Há um posto permanente junto com o fechamento da pista em linha reta, e espaço para estandes temporários para ser colocado em outro lugar, se necessário.
O estádio é a casa das equipes masculina e feminina de futebol do Southern Illinois University Edwardsville Cougars . Ele também foi utilizado para o NCAA Men's World Championship entre 1970 e 1975. Foi também o estádio do Saint Louis Athletica na temporada 2009 da Liga de futebol feminino dos Estados Unidos, durante a qual a capacidade foi ampliada para 5.000 lugares. Elas então começaram a jogar no Anheuser-Busch Center.